# 姫路市立坊勢中学校
姫路市立坊勢中学校（ひめじしりつ ぼうぜちゅうがっこう）は、兵庫県姫路市家島町坊勢に所在する公立中学校。

## 沿革
- 1947年（昭和22年）4月1日 - 家島町立家島中学校坊勢分教場として開校。
- 1949年（昭和24年）4月1日 - 家島町立家島中学校坊勢分校と改称。
- 1950年（昭和25年）9月1日 - 現在地に移転。
- 1958年（昭和33年）4月1日 - 家島中学校から独立し、家島町立坊勢中学校と改称。
- 2006年（平成18年）3月27日 - 家島町が姫路市に編入され、姫路市立坊勢中学校と改称。

## 部活動
- バスケットボール部
- 女子ソフトテニス部
- 陸上競技部
- 美術部

## 通学区域
- 姫路市立坊勢小学校校区